# Licinia Sextia de sacerdotibus
Licinia Sextia de sacerdotibus va ser una antiga llei romana proposada per Gai Licini Estoló i Luci Sexti Sextí Laterà, tribuns de la plebs i datada l'any 368 aC quan era dictador Publi Manli Capitolí. Establia que en el lloc dels duumvirs sagrats (duumviri sacrorum) es crearien els decemvirs (Decemviri Sacris Faciundis o Decemviri sacrorum) amb les mateixes funcions.